# Ле Гофе, Ги
Ги Ле Гофе (фр. Guy Le Gaufey) — французский психоаналитик, ученик и последователь Жака Лакана, аналитик Фрейдовой школы Парижа. Один из основателей и президент Школы лакановского психоанализа. Основатель издательства и главный редактор журнала «Littoral».
Стремясь сохранить психоаналитический дискурс в его сингулярности, Ги Ле Гофе не принимает ни медикализацию психоанализа, его сближение с психиатрией, ни теоретические спекуляции, предпринятые Феликсом Гваттари и Жилем Делёзом, которые могут иметь широкое философское значение, но не клиническое применение. Вместе с тем он сохраняет интерес к прикладному психоанализу и преподаёт в университетах Латинской и Северной Америки, ведёт семинары в Париже. Является редактором семинаров Жака Лакана, публикуемых издательством EPEL.

## Труды
- Le Gaufey, Guy. L’incompletude du symbolique: De Rene Descartes a Jacques Lacan. Paris: Distique, 1991
- Le Gaufey, Guy. L’eviction de l’origine. Paris: EPEL, 1994
- Le Gaufey, Guy. Anatomie de la troisième personne. Paris: E.P.E.L., 1998
- Le Gaufey, Guy. Le lasso spéculaire. Une etude traversière de l’unité imaginaire. Paris: E.P.E.L., 1997
- Le Gaufey, Guy. Le pastout de Lacan. Consistance logique, conséquences cliniques. Paris: E.P.E.L., 2006
- Rosario, Vernon A. et Le Gaufey, Guy. Irrésistible ascension du pervers, entre littérature et psychiatrie. Paris: E.P.E.L., 2000